# Arm-Fall-Off-Boy
Arm-Fall-Off-Boy (Floyd Belkin) è un super eroe del 30° secolo, apparso nei fumetti americani pubblicati dalla DC Comics. La sua prima apparizione fu in Secret Origins n. 46 (dicembre 1989). È stato creato dallo scrittore Gerard Jones e dall'artista Curt Swan, che lo hanno basato su un personaggio parodia dei fan.  Dopo la storia Ora Zero del 1994, il personaggio di Arm-Fall-Off-Boy fu brevemente reintrodotto come Splitter. Arm-Fall-Off-Boy ha l'abilità di staccare i propri arti, che può poi usare come armi.

## Storia editoriale
Il suo background non viene esplorato nelle sue prime apparizioni; in Legionnaires n. 12, Matter Eater Lad affermò che aveva ottenuto i suoi poteri a causa della sua negligenza mentre teneva in mano l'Elemento 152 di metallo antigravitazionale, ma potrebbe non essere stato serio. Nella sua introduzione, è un candidato al primo provino della Legione dei Super-Eroi, ma viene rifiutato.
Dopo il reboot di Ora Zero: Crisi nel Tempo!, il personaggio viene identificato come Floyd Belkin del pianeta Lallor. Sotto il nome di Splitter, Floyd partecipò ai provini della Legione in Legionnaires n. 43 e fu uno dei cinque finalisti, ma gli fu negata l'appartenenza alla Legione dopo essere stato preso dal panico ed essere caduto letteralmente a pezzi durante l'ultimo test. Più avanti nel fumetto, comparve come membro degli Eroi di Lallor.

## Altri media

### Cinema

#### Animazione
Arm-Fall-Off-Boy compare in Legion of Super-Heroes, doppiato da Benjamin Diskin.

#### DC Extended Universe
Un personaggio basato su Arm-Fall-Off-Boy di nome Cory Pitzner / The Detachable Kid (T.D.K.) compare nel film del DC Extended Universe (DCEU) The Suicide Squad - Missione suicida, interpretato da Nathan Fillion.  Questa versione ha l'abilità aggiuntiva di controllare telecineticamente i suoi arti staccati. Viene reclutato nell'omonima squadra per una missione a Corto Maltese, ma viene colpito e ferito dall'esercito locale. Ciononostante, il regista James Gunn ha rivelato in un tweet che Pitzner è sopravvissuto.

### Televisione
Arm-Fall-Off-Boy compare in Legion of Super-Heroes, doppiato da Benjamin Diskin. Questa versione è uno studente della Legion Academy.

### Videogiochi
Arm-Fall-Off Boy compare in Scribblenauts Unmasked: A DC Comics Adventure.